# جزیره نوثرلی

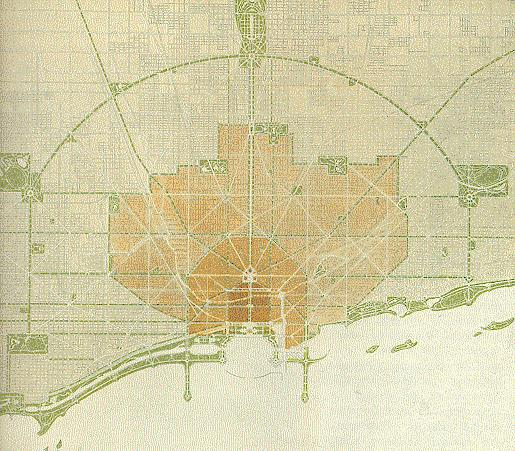
طرح برنهم شیکاگو (۱۹۰۹) - شمال در سمت راست است

جزیره نورثرلی، شبه‌جزیره‌ای مصنوعی است که با مساحت ۹۱ جریب فرنگی (۳۷ هکتار) در طول شهر شیکاگو و در دریاچه میشیگان واقع شده‌است. سایت آسمان‌نما ادلر، جزیره نورثلی را از طریق یک تنگه باریک در امتداد سولیداریتی درایو به سرزمین اصلی متصل می‌کند. این خیابان تحت سلطه مجسمه‌های نئوکلاسیک تادئوش کوشچیوسکو، کارل هاولشک بوروفسکی و کوپرنیکوس است. با تخریب فرودگاه میگزفیلد، جزیره شمالی اکنون بخشی از پردیس موزه است و به پارک تبدیل شده‌است. این شبه‌جزیره هم‌اکنون محل برگزاری کنسرت نیمه موقت، غرفه بانک هانتینگتون، بخشی از محل فرودگاه سابق می‌باشد.

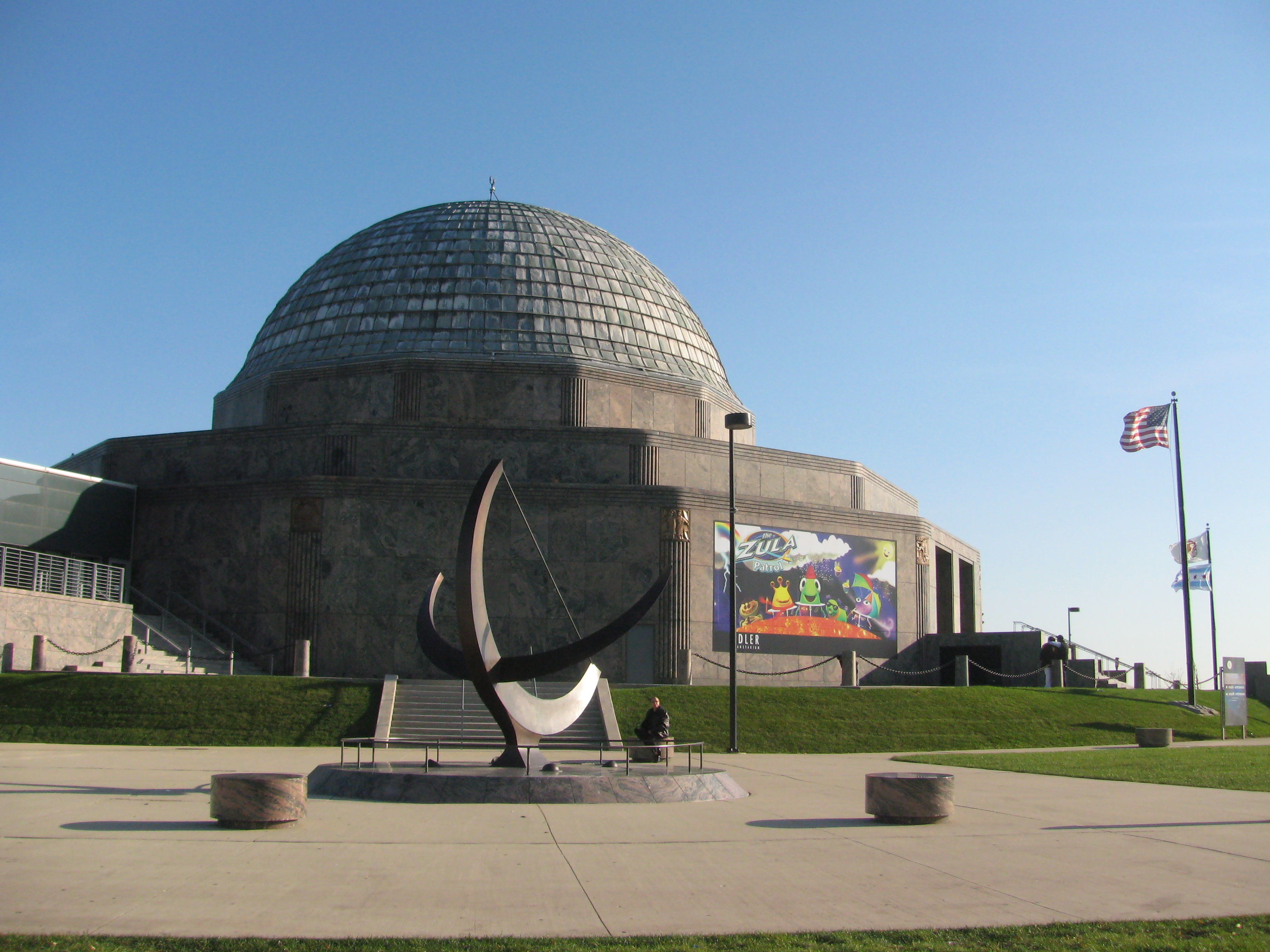
مرد وارد کیهان می‌شود اثر هنری مور مقابل پلانتریوم آدلر

ایده احداث برای جزیره نورثرلی با " طرح شیکاگو " دانیل برنهام آغاز شد که خواستار ایجاد جزیره نورثرلی به عنوان یک پارک دریاچه ای در انتهای شمالی زنجیره ای پنج جزیره ای بین پارک جکسون و خیابان دوازدهم شد. این تنها سازه کنار دریاچه ای بود که بر اساس طرح ۱۹۰۹ برنهام ساخته شد. جزیره نورثرلی انتهای جنوبی بندر شیکاگو (بندر کنونی مونرو) و مرز شرقی بندر برنهام را تشکیل می‌دهد. با رنگ سبز در طرح اصلی مشخص شده‌است، این جزیره باید برای لذت عموم پر از درخت و علف باشد. دنیل برنهام در سال ۱۹۱۲ درگذشت. تا سال ۱۹۱۶، ادوارد اچ بنت ، نویسنده طرح شیکاگو، نوشت که یک مکان حاشیه دریاچه برای فرودگاهی که به منطقه تجاری مرکزی خدمات رسانی می‌کند مناسب‌ترین است. تا سال ۱۹۲۲، ویلیام هیل تامپسون، شهردار شیکاگو، محل فرودگاه مرکزی شهر در جزیره شمالی را توصیه کرد.

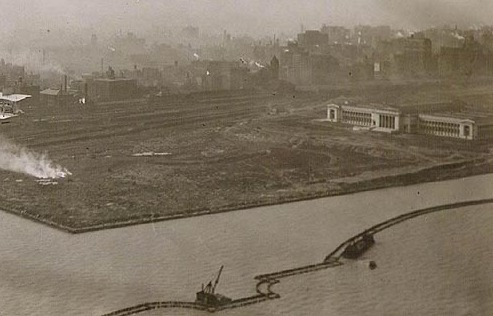
ساخت شبه‌جزیره در سال ۱۹۲۱

کار ساخت این شبه جزیره در سال ۱۹۲۰ هنگامی آغاز شد که رای‌دهندگان شیکاگو با صدور اوراق قرضه ۲۰ میلیون دلاری برای ایجاد جزیره شمالی موافقت کردند و ساخت آن تا سال ۱۹۲۵ به پایان رسید. به دلیل رکود بزرگ و جنگ جهانی دوم، فرودگاه پیشنهادی، که بعداً به نام میگزفیلد نامگذاری شد، تا سال ۱۹۴۶ افتتاح نشد.
مدت کوتاهی بعد در سال ۱۹۳۰ پلانتریوم آدلر ساخته شد و در سالهای ۱۹۳۳–۳۴ این جزیره در مرکز جشنهای جهانی " قرن پیشرفت " قرار داشت. ۲۴ قایق پرنده Savoia-Marchetti S55X ایتالیایی با شرکت در نمایشگاه قرن پیشرفت، تحت فرماندهی ژنرال ایتالو بالبو، اولین پرواز تشکیلات فرا اقیانوس اطلس را بین ایتالیا و شیکاگو انجام می‌دهند. فقط از قایق‌های پرنده می‌توان استفاده کرد زیرا شیکاگو هنوز فرودگاه مناسبی در این نزدیکی نداشت، بجز پارک گرانت، که گهگاه به عنوان نوار فرود مورد استفاده قرار می‌گرفت. غول نشر محلی مریل سی. میگز از توصیه‌های قبلی برای تبدیل جزیره شمالی به فرودگاه حمایت کرد، اما ساخت و ساز به دلایل متعددی مانند کمبود بودجه در دوران رکود بزرگ و جنگ جهانی دوم آغاز نشد. ساخت و ساز آغاز نشد تا اینکه پیشنهاد رقابتی برای میزبانی مقر سازمان ملل متحد در این جزیره در سال ۱۹۴۶ از بین رفت. اداره پیشرفت کارها این جزیره را از طریق بزرگراهی در خیابان ۱۲ در سال ۱۹۳۸ به سرزمین اصلی متصل کرد. در این دوره جزیره شمالی مملو از مسیرها و مسیرهای پیاده‌روی و همچنین ساحلی در خیابان دوازدهم بود.

### تبدیل از فرودگاه به پارک
اگرچه شهردار ریچارد جی دالی به‌طور غیررسمی پیشنهاد تبدیل میدان میگز به پارک در حاشیه دریاچه را ارائه کرد، اما قرارداد اجاره فرودگاه تا سال ۱۹۹۶ (بیست سال پس از مرگ وی) به پایان نمی‌رسید. پسر وی، شهردار ریچارد ام دالی، که متعهد شده بود فرودگاه را تا سال ۲۰۰۶ باز نگه دارد، در نیمه شب، در سال ۲۰۰۳، باند پرواز در میدان میگز را ظاهراً به نام امنیت داخلی به‌طور غیرقانونی پاره‌پاره کرد. برنامه‌هایی برای تبدیل منطقه به فضای سبز و گسترش در محوطه پردیس موزه دنبال شد.

## امروزه
در سال ۲۰۰۵، یک مکان کنسرت در فضای باز در قسمت شمالی جزیره شمالی افتتاح شد. در ابتدا چارتر وان پاویلیون نام داشت، در سال ۲۰۱۳ توسعه یافت و به فیرست مریت بانک پاویلون تغییر نام داد و از ژانویه ۲۰۱۷ به نام هانینگتون بانک پاولیون نامگذاری شد.
در دسامبر ۲۰۱۰، منطقه پارک‌های شیکاگو از برنامه چارچوب خود برای جزیره شمالی رونمایی کرد که طی ۲۰ تا ۳۰ سال آینده تکمیل می‌شود. این پارک انواع کاربردها را در طول سال با موضوعات اصلی بوم‌شناسی و آموزش ارائه می‌دهد. صخره ای ساخته می‌شود و پارک به مناطق «منفعل» و «فعال» مربوط به میزان فعالیت‌های انسانی تعیین می‌شود.
در سال ۲۰۱۵، یک پارک ۴۰ هکتاری در قسمت جنوبی جزیره افتتاح شد. این پارک دارای مسیر پیاده‌روی بتنی برای پیاده‌روی و دوچرخه سواری، تالاب و زیستگاه‌های منظره حیات وحش است.
منظور از حفاظت از طبیعت جزیره شمالی احیای محیطی است که در ابتدا در آنجا بود. این پارک جدید اکنون محل زندگی پرندگان مهاجر و حیات وحش طبیعی است. برای محافظت از ساکنان جدید آن، سگ‌ها اجازه ورود به پارک را ندارند.
کیلومتر مسیرهای آسفالت شده هیچگونه نورپردازی برای ایجاد محیط طبیعی تا حد ممکن ندارد. این پارک تا ساعت ۱۱ شب باز است و از سوی حراست پارک توصیه می‌شود چراغ قوه همراه داشته باشید.

این پارک میزبان بسیاری از حیات وحش طبیعی ایلینوی، از جمله پروانه‌های پادشاه و حواصیل است. تالاب ۵ هکتاری پارک پذیرای انواع مختلفی از حیوانات است. بیش از ۱۱۰۰۰ درختچه و ۴۰۰ درخت کاشته شد تا پارک تا آنجا که ممکن است برای این حیوانات دعوت شود.

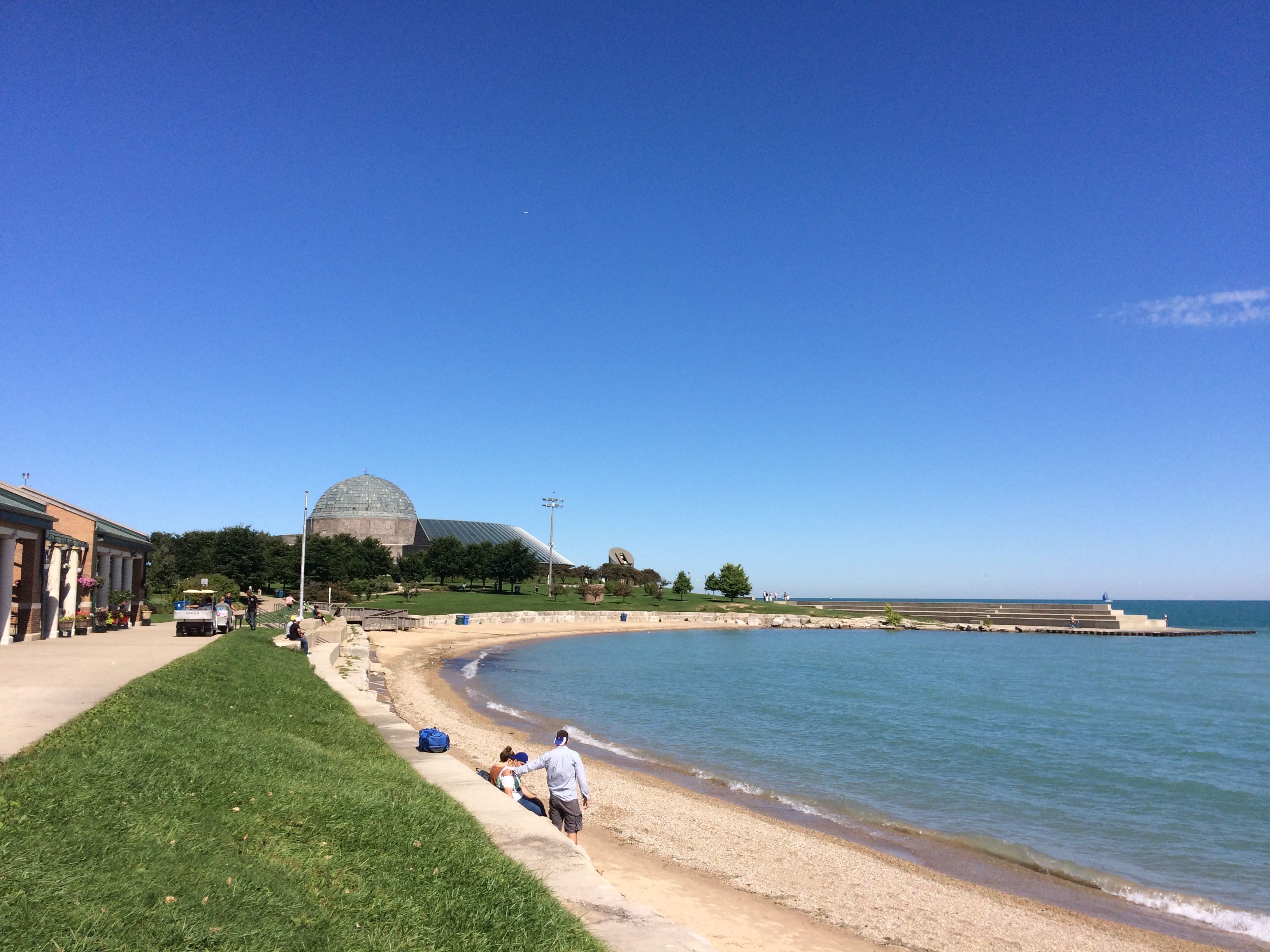
ساحل جزیره شمالی
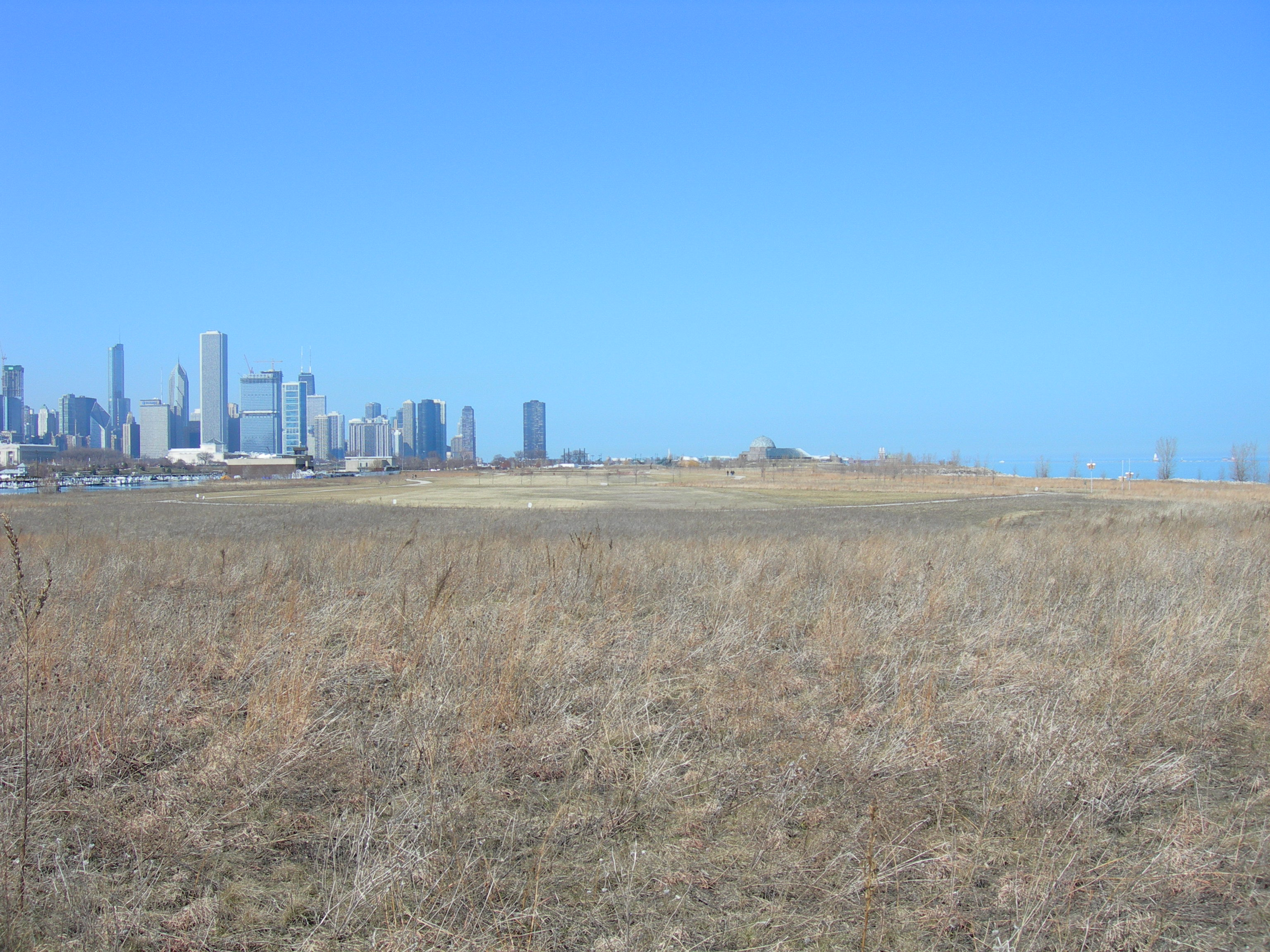
به شمال نگاه می‌کند
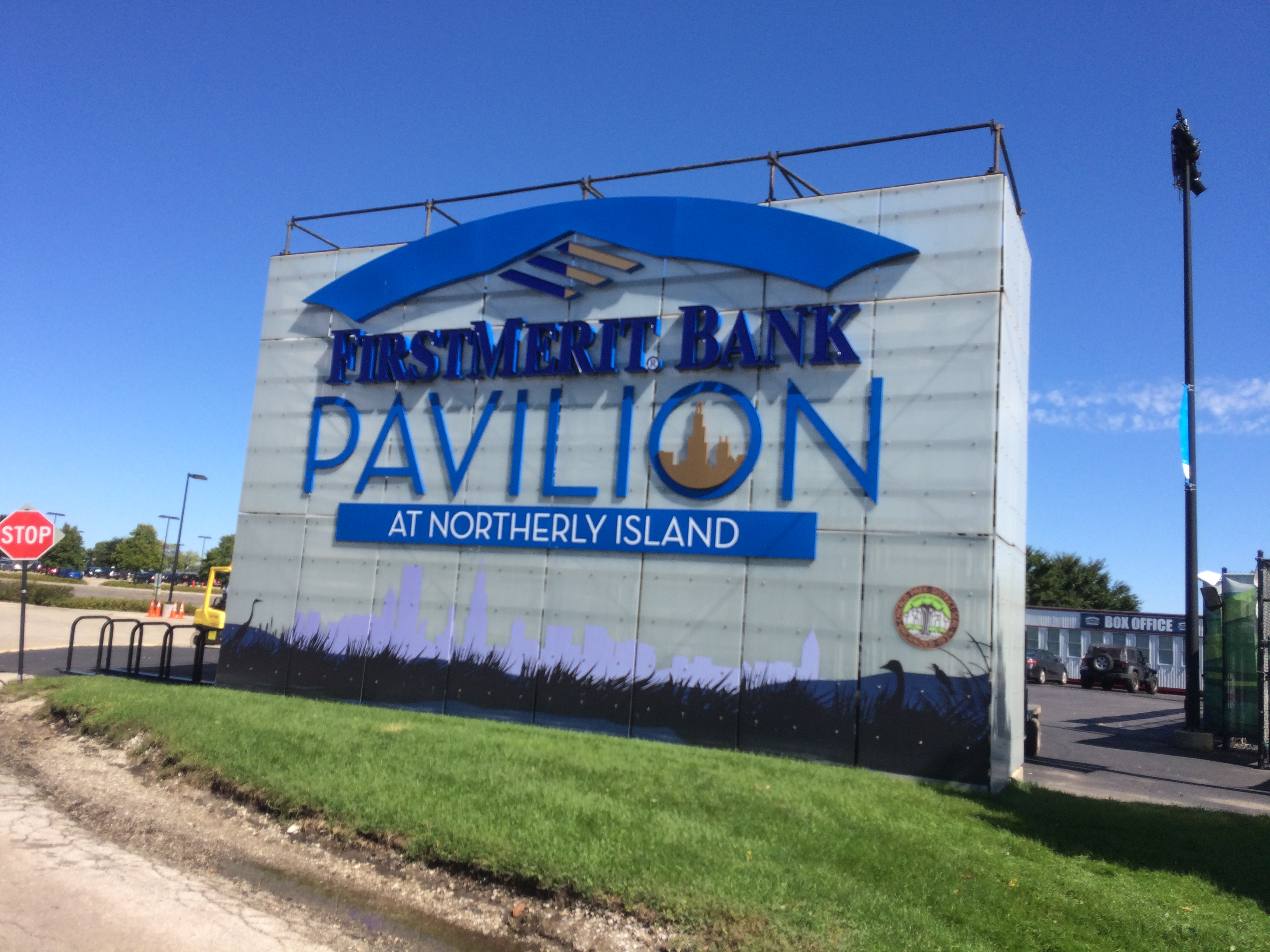
غرفه بانک FirstMerit
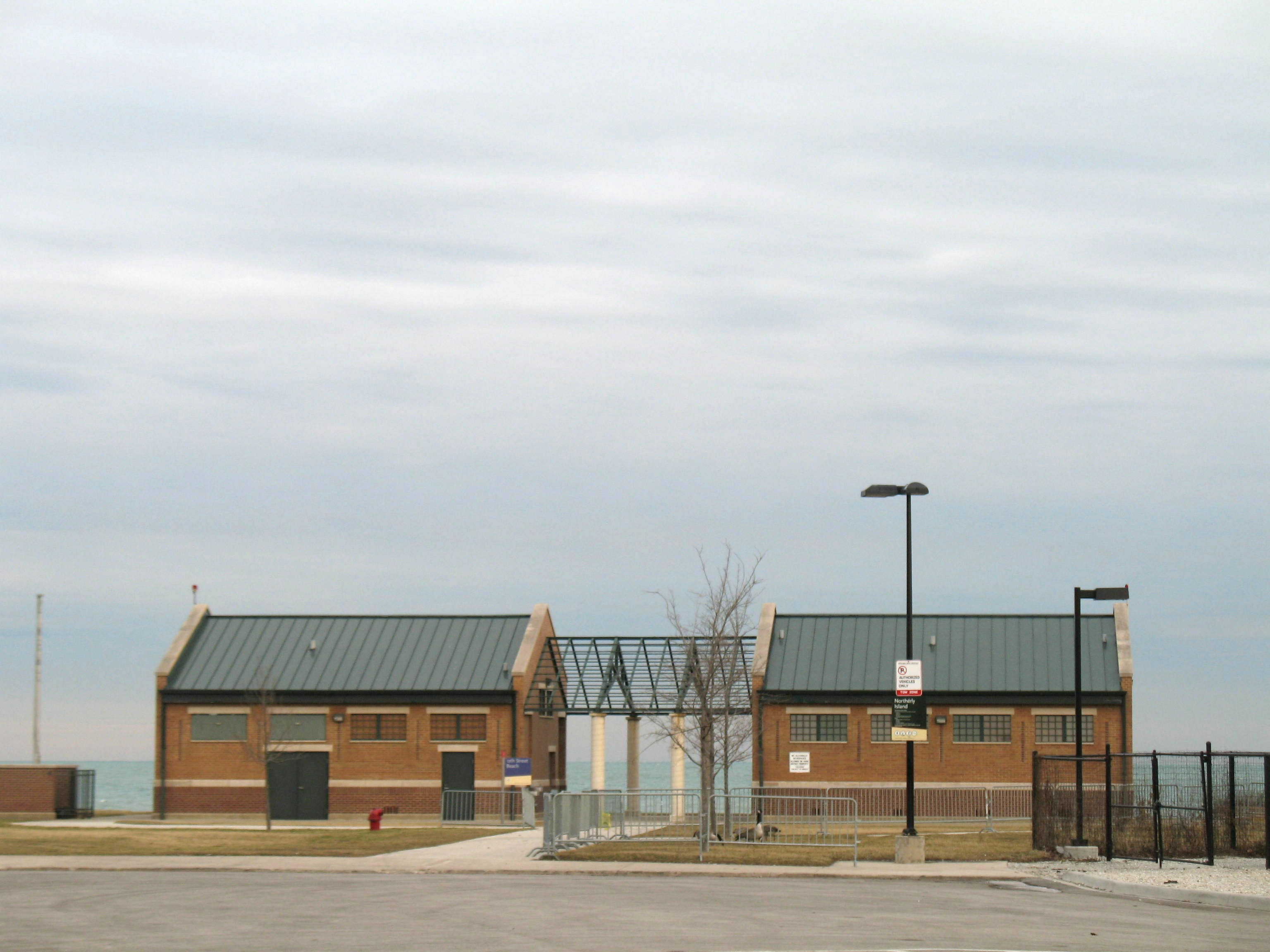
خانه ساحلی خیابان دوازدهم
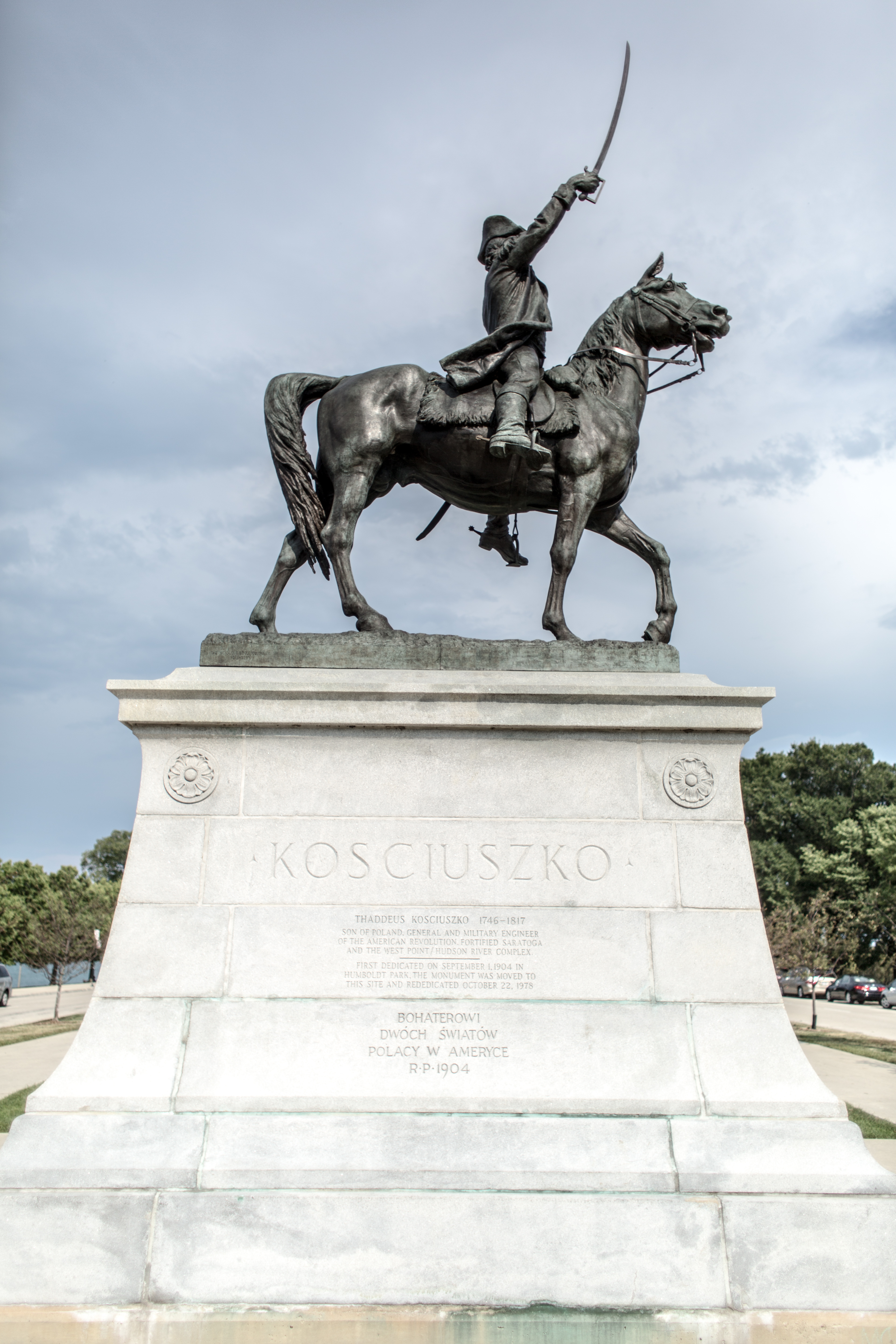
مجسمه تادئوش کوشیوسکو در جزیره شمالی ، شیکاگو

## اقلیم
| ژ                                                   | ف        | م       | آ       | م        | ژ         | ژ        | آ         | س        | اُ        | ن    | د      |
| ۸۴ ۳− ۵−                                            | ۶۶ ۵− ۸− | ۵۰ ۳ ۲− | ۱۲۲ ۸ ۴ | ۱۳۲ ۱۴ ۶ | ۱۱۸ ۱۶ ۱۲ | ۹۰ ۲۰ ۱۸ | ۱۰۹ ۲۱ ۱۸ | ۶۱ ۱۸ ۱۷ | ۹۱ ۱۲ ۱۱ | ۵۱ ۹ | ۴۷ ۴ ۱ |
| میانگین بالاترین و پایین‌ترین دما به مقیاس سانتیگراد |          |         |         |          |           |          |           |          |          |      |        |
| بارندگی به مقیاس میلی‌متر                            |          |         |         |          |           |          |           |          |          |      |        |
| منبع:                                               |          |         |         |          |           |          |           |          |          |      |        |

| مقیاس فارنهایت و اینچ                              | مقیاس فارنهایت و اینچ | مقیاس فارنهایت و اینچ | مقیاس فارنهایت و اینچ | مقیاس فارنهایت و اینچ | مقیاس فارنهایت و اینچ | مقیاس فارنهایت و اینچ | مقیاس فارنهایت و اینچ | مقیاس فارنهایت و اینچ | مقیاس فارنهایت و اینچ | مقیاس فارنهایت و اینچ | مقیاس فارنهایت و اینچ |
| -------------------------------------------------- | --------------------- | --------------------- | --------------------- | --------------------- | --------------------- | --------------------- | --------------------- | --------------------- | --------------------- | --------------------- | --------------------- |
| ژ                                                  | ف                     | م                     | آ                     | م                     | ژ                     | ژ                     | آ                     | س                     | اُ                     | ن                     | د                     |
| ۳٫۳ ۲۷۲۳                                           | ۲٫۶ ۲۳۱۸              | ۲ ۳۷۲۸                | ۴٫۸ ۴۶۳۹              | ۵٫۲ ۵۷۴۳              | ۴٫۶ ۶۱۵۴              | ۳٫۵ ۶۸۶۴              | ۴٫۳ ۷۰۶۴              | ۲٫۴ ۶۴۶۳              | ۳٫۶ ۵۴۵۲              | ۲ ۴۸                  | ۱٫۹ ۳۹۳۴              |
| میانگین بالاترین و پایین‌ترین دما به مقیاس فارنهایت |                       |                       |                       |                       |                       |                       |                       |                       |                       |                       |                       |
| بارندگی به مقیاس اینچ                              |                       |                       |                       |                       |                       |                       |                       |                       |                       |                       |                       |

| ژ                                                   | ف        | م       | آ       | م        | ژ         | ژ        | آ         | س        | اُ        | ن    | د      |
| ۸۴ ۳− ۵−                                            | ۶۶ ۵− ۸− | ۵۰ ۳ ۲− | ۱۲۲ ۸ ۴ | ۱۳۲ ۱۴ ۶ | ۱۱۸ ۱۶ ۱۲ | ۹۰ ۲۰ ۱۸ | ۱۰۹ ۲۱ ۱۸ | ۶۱ ۱۸ ۱۷ | ۹۱ ۱۲ ۱۱ | ۵۱ ۹ | ۴۷ ۴ ۱ |
| میانگین بالاترین و پایین‌ترین دما به مقیاس سانتیگراد |          |         |         |          |           |          |           |          |          |      |        |
| بارندگی به مقیاس میلی‌متر                            |          |         |         |          |           |          |           |          |          |      |        |
| منبع:                                               |          |         |         |          |           |          |           |          |          |      |        |

| مقیاس فارنهایت و اینچ                              | مقیاس فارنهایت و اینچ | مقیاس فارنهایت و اینچ | مقیاس فارنهایت و اینچ | مقیاس فارنهایت و اینچ | مقیاس فارنهایت و اینچ | مقیاس فارنهایت و اینچ | مقیاس فارنهایت و اینچ | مقیاس فارنهایت و اینچ | مقیاس فارنهایت و اینچ | مقیاس فارنهایت و اینچ | مقیاس فارنهایت و اینچ |
| -------------------------------------------------- | --------------------- | --------------------- | --------------------- | --------------------- | --------------------- | --------------------- | --------------------- | --------------------- | --------------------- | --------------------- | --------------------- |
| ژ                                                  | ف                     | م                     | آ                     | م                     | ژ                     | ژ                     | آ                     | س                     | اُ                     | ن                     | د                     |
| ۳٫۳ ۲۷۲۳                                           | ۲٫۶ ۲۳۱۸              | ۲ ۳۷۲۸                | ۴٫۸ ۴۶۳۹              | ۵٫۲ ۵۷۴۳              | ۴٫۶ ۶۱۵۴              | ۳٫۵ ۶۸۶۴              | ۴٫۳ ۷۰۶۴              | ۲٫۴ ۶۴۶۳              | ۳٫۶ ۵۴۵۲              | ۲ ۴۸                  | ۱٫۹ ۳۹۳۴              |
| میانگین بالاترین و پایین‌ترین دما به مقیاس فارنهایت |                       |                       |                       |                       |                       |                       |                       |                       |                       |                       |                       |
| بارندگی به مقیاس اینچ                              |                       |                       |                       |                       |                       |                       |                       |                       |                       |                       |                       |

| D                                        | D         | D       | D         | D         | D         | D         | D         | D         | D         | D    | D         |
| ---------------------------------------- | --------- | ------- | --------- | --------- | --------- | --------- | --------- | --------- | --------- | ---- | --------- |
|                                          |           |         |           |           |           |           |           |           |           |      |           |
| 3.3 27 23                                | 2.6 23 18 | 2 37 28 | 4.8 46 39 | 5.2 57 43 | 4.6 61 54 | 3.5 68 64 | 4.3 70 64 | 2.4 64 63 | 3.6 54 52 | 2 48 | 1.9 39 34 |
| Average max. and min. temperatures in °F |           |         |           |           |           |           |           |           |           |      |           |
| Precipitation totals in inches           |           |         |           |           |           |           |           |           |           |      |           |